# رياض موسى
رياض موسى (بالإنجليزية: Riaad Moosa)‏ (مواليد 18 يونيو 1977)، هُو مُمثل وفنان كوميدي وطبيب جنوب إفريقي. شارك رياض في العديد من الأفلام أبرزها كانت سنة 2012 حين أدى دور البُطولة في الفيلم الكوميدي ماتيريال، وقد حصل بفضل هذا الدور على جائزة أفضل مُمثل في حفل توزيع جوائز جنوب إفريقيا للسينما والتلفزيون لسنة 2013. شارك رياض أيضا سنة 2013 في فيلم مانديلا: طريق طويل إلى الحرية حيث مثل دور السجين السياسي أحمد كاثرادا.

## طفولته ومساره الدراسي
وُلد رياض موسى في كيب الغربية يوم 18 يونيو 1977، وله 3 إخوة. درس في مدرسة جنوب شبه الجزيرة الثانوية حتى عام 1994. أخته طبيبة، أما والده الذي وُلد في الهند فهُو جراح عظام، بينما أمه المولودة في كيب تاون هي طبيبة عامة. كان حُلم رياض موسى مُنذ طفولته هُو أن يُصبح طبيبا.

## التلفزيون
شارك وقدم رياض موسى العديد من البرامج والأفلام التلفزيونية، وكان أبرزها تقديمه للجُزء الثاني من برنامج (بالإنجليزية: The Second Opinion – with Dr Riaad Moosa)‏. في عام 2002، قدم عرضًا في برنامج (بالإنجليزية: Laugh Out Loud)‏، وهذا الأخير هُو أكبر برنامج تلفزيوني كوميدي في جنوب أفريقيا، وقد انضم رياض لتسعة كوميديين جنوب أفارقة لجمع نصف مليون راند جنوب أفريقي لصالح مُؤسسة (بالإنجليزية: Reach for a Dream)‏ في عام 2004، كان كاتب ومُقدم برنامج (بالإنجليزية: Pure Monate Show)‏ على قناة (بالإنجليزية: SABC 1)‏. في فبراير 2013، قدم موسى برنامج (بالإنجليزية: Comedy Central Presents Riaad Moosa Live at Parker's)‏ على كوميدي سنترال. في يونيو 2013، عوض رياض مايكل مول في تقديم برنامج (بالإنجليزية: The Dr Mol Show)‏ على قناة (بالإنجليزية: SABC 1)‏ (كان العُنوان الأصلي للبرنامج هُو (بالإنجليزية: Hello Doctor)‏). غُير اسم البرنامج لاحقا ليُصبح «أوامر الطبيب» (بالإنجليزية: Doctor's Orders)‏.

## السينما
في سنة 2005، شارك رياض في فيلم (بالإنجليزية: Crazy Monkey Straight Outta Benoni)‏. في 2007، شارك في فيلم (بالإنجليزية: Footskating 101)‏. في عام 2012، لعب موسى دور البُطولة في الفيلم الكوميدي ماتيريال، حيث مثل فيه دور شاب يُريد أن يكون كوميديًا لكن والده يُعارض ذلك. في أكتوبر 2012، حضر فعاليات مهرجان بوسان السينمائي الدولي في سيول في كوريا الجنوبية، حيث عُرض فيلم ماتيريال هُناك. في نوفمبر 2012، زار موسى لندن للترويج لنفس الفيلم في مهرجان لندن السينمائي. في 2013، حضر فعاليات مهرجان الفيلم الدولي الهندي في غوا. في عام 2013، أدى رياض دور السياسي الجنوب أفريقي والسجين السياسي سابقا أحمد كاثرادا في فيلم مانديلا: طريق طويل إلى الحرية، وهذا الفيلم مُقتبس من السيرة الذاتية لنيلسون مانديلا التي حملت عُنوان طريق طويل إلى الحرية.

## أسلوبه الكوميدي
يُعالج رياض موسى في فقراته الكوميدية القضايا الحساسة على غرار الصور النمطية حول الإسلام والإسلاموفوبيا والعُنصرية، بينما تتنوع الموضوعات الأخرى التي يُعالجها أيضا بين بوليوود والسياسة ونظام الفصل العنصري. يتجنب موسى استخدام الألفاظ النابية والمُفردات الصريحة في فقراته الكوميدية.

## الجوائز
في مارس 2011، حصل موسى على جائزة (بالإنجليزية: Comics Choice Award)‏ في حفل توزيع جوائز اختيار الكوميديا الجنوب أفريقي السنوي في نُسخته الأولى. في عام 2012، رُشح لنيل إحدى الجوائز في نفس حفل توزيع الجوائز. حصل بعدها في 2013 على جائزة أفضل مُمثل في حفل توزيع جوائز جنوب إفريقيا للسينما والتلفزيون عن دوره في فيلم ماتيريال.

## روابط خارجية
رياض موسى على موقع IMDb (الإنجليزية)
- رياض موسى على موقع قاعدة بيانات الفيلم (الإنجليزية)